# Zvonimir Blaić
Zvonimir Blaić (* 2. ledna 1991, Šibenik, Socialistická republika Chorvatsko, SFR Jugoslávie) je chorvatský fotbalový obránce, který od léta 2016 působí v klubu FC Vysočina Jihlava. Mimo Chorvatsko působil na klubové úrovni v Bosně a Hercegovině a od roku 2016 v České republice.
V sezóně 2015/16 se dostal do ideální jedenáctky bosenské Premijer ligy.

## Klubová kariéra
- HNK Šibenik (mládež)
- HNK Šibenik 2008–2013[2]
- →  HNK Krka Lozovac (hostování) 2010
- NK Široki Brijeg 2013–2014[2]
- HŠK Zrinjski Mostar 2014–2016[2]
- FC Vysočina Jihlava 2016–2017
- HŠK Zrinjski Mostar 2017-2018
- →  FK Radnik Bijeljina (hostování) 2017
- →  FK Olimpik Sarajevo (hostování) 2018
- HNK Šibenik 2018-2020
- NK Radomlje 2020-2022
- KFA Austfjarda 2022-